# Ramiseto
Ramiseto (emilianisch: Ramṣèit)  ist eine Fraktion der italienischen Gemeinde (comune) Ventasso in der Provinz Reggio Emilia, Region Emilia-Romagna.

## Geografie
Der Ort liegt etwa 56 Kilometer südsüdwestlich von Reggio nell’Emilia im toskanisch-emilianischen Apennin auf 865 m s.l.m. im oberen vom Rio Lonza durchflossenen gleichnamigen Tal.

## Geschichte
Ramiseto war bis 2015 eine eigenständige Gemeinde und schloss sich am 1. Januar 2016 mit der Nachbargemeinden Busana, Collagna und Ligonchio zur neuen Gemeinde Ventasso zusammen. Zum Gemeindegebiet gehörten auch die Ortsteile Braglie, Camporella, Canova, Casalobbio, Castagneto, Cecciola, Cereggio, Enzano, Fornolo, Gazzolo, La Costa, Lugolo, Masere, Miscoso, Montedello, Montemiscoso, Pieve San Vincenzo, Poviglio, Storlo, Succiso, Succiso Nuovo, Taviano, Tegge, Temporia und Ventasso.
Nachbargemeinden von Ramiseto waren Busana, Castelnovo ne’ Monti, Collagna, Comano (MS), Monchio delle Corti (PR), Palanzano (PR) und Vetto.

### Bevölkerungsentwicklung
| Jahr      | 1861  | 1871  | 1881  | 1901  | 1911  | 1921  | 1931  | 1936  | 1951  | 1961  | 1971  | 1981  | 1991  | 2001  |
| --------- | ----- | ----- | ----- | ----- | ----- | ----- | ----- | ----- | ----- | ----- | ----- | ----- | ----- | ----- |
| Einwohner | 2.736 | 2.299 | 2.967 | 3.137 | 3.700 | 3.838 | 3.723 | 3.715 | 3.602 | 3.006 | 2.218 | 1.746 | 1.570 | 1.468 |

Quelle: ISTAT